# Fókaia

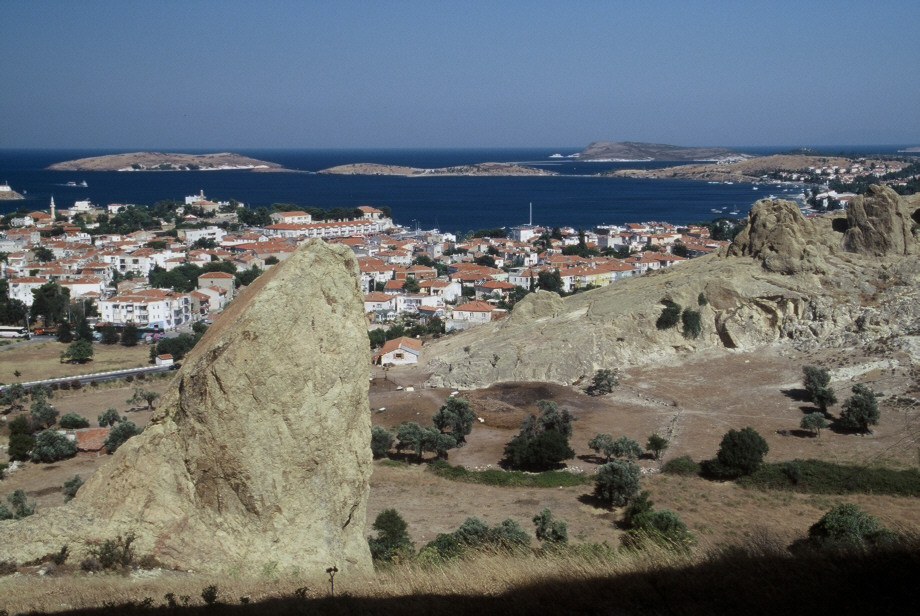
Fókaia

Fókaia (řecky Φώκαια, latinsky Phocaea) bylo starořecké město na pobřeží Malé Asie. Dnes se na jeho území v Izmirské provincii rozkládá moderní turecké město Foça.

## Historie
Toto přístavní město založili zřejmě iónští obyvatelé Fókidy, kteří odtud podnikali daleké cesty až do Španělska, při nich založili řadu kolonií například Massalii (Μασσαλία), dnešní Marseille. Podle Hérodota byli Fókaiané prvními Řeky, kteří se vydávali na dlouhé plavby po Středozemním moři a probádali tak pobřeží Jaderského a Tyrhénského moře a Španělska. Podle Hérodota prý udělali na tartesského krále Arganthonia tak dobrý dojem, že je pozval, aby se na jeho území usadili. Když odmítli, dal jim velké množství peněz, aby si kolem svého města mohli vybudovat ochrannou zeď.
Fókaia zůstala nezávislá až do vlády lýdského krále Kroisa (asi 560–545 př. n. l.), kdy se spolu s celou Anatolií dostala pod lýdskou nadvládu. Následně byla v roce 546 př. n. l. dobyta s celou Lýdií vojsky perského vládce Kýra Velikého. Stalo se tak v rámci jednoho z prvních střetnutí řecko-perských válek.
Než aby se poddali perské nadvládě, opustili obyvatelé svoje město. Někteří snad uprchli na ostrov Chios, další do kolonií na Korsice a do různých oblastí Středomoří. Část se jich časem navrátila zpět do Fókaie. Nicméně mnozí se stali kolem roku 540 př. n. l. zakladateli Velie.
V roce 500 př. n. l. se Fókaia přidala k iónskému povstání proti Peršanům. Povstání však bylo potlačeno.
Po porážce vojsk Xerxa I. Řeky v roce 480 př. n. l. a následném vzestupu moci Athén vstoupila Fókaia do Athénského námořního spolku a platila Athénám daň dva talenty. Za peloponéské války se Fókaia tak jako zbytek Anatolie v roce 412 př. n. l. za podpory Sparty vzbouřila, nicméně po Antalcidově míru, který ukončil korintskou válku, se město v roce 387 př. n. l. opět dostalo do perského područí.
V helénistickém období se stala vazalem Seleukovské říše a posléze Attalovců.
Později se stala kolonií Janovské republiky, jíž zůstala do roku 1455, kdy ji obsadili Turci.
Za krétské války bylo 12. května 1649 osmanské loďstvo kotvící ve fókaiském zálivu zaskočeno Benátčany a utrpělo v následné bitvě těžkou porážku.
V červnu 1914 proběhl ze strany Turecka masakr ve Fókaie.